# Karl Dölling
Karl Dölling (* 6. Dezember 1922 in Uebigau; † 25. Mai 1986 in Cottbus) war ein deutscher Politiker der Blockpartei Christlich-Demokratische Union Deutschlands (DDR). Er war Vorsitzender des CDU-Bezirksvorstandes Cottbus und Abgeordneter der Volkskammer der DDR.

## Leben
Der Sohn eines Arbeiters besuchte die Volksschule und absolvierte von 1937 bis 1939 eine Lehre als Verwaltungsangestellter. Er wurde zum Kriegsdienst in die Wehrmacht eingezogen.
1945 war er Mitbegründer der CDU-Ortsgruppe in Uebigau und Mitglied des Antifa-Jugendausschusses. Zunächst arbeitete er von 1945 bis 1946 als Landarbeiter. 1946 wurde er in den Kreistag und in die Stadtverordnetenversammlung von Liebenwerda gewählt und war Stadtverordnetenvorsteher. Von 1946 bis 1954 war er Mitarbeiter bzw. Kreisrat für Finanzen beim Rat des Kreises Liebenwerda. Von 1949 bis 1958 fungierte er als Vorsitzender des CDU-Kreisverbandes Liebenwerda und gleichzeitig als Zweiter Vorsitzender des Kreisausschusses der Nationalen Front.
Von 1950 bis 1954 war er als Mitglied der CDU-Fraktion Abgeordneter der Volkskammer und seit Dezember 1950 Mitglied des Ständigen Ausschusses für Wirtschafts- und Finanzfragen.
Von 1954 bis 1958 war er stellvertretender Vorsitzender des Rates des Kreises Liebenwerda. Im März 1958 wurde er zum Vorsitzenden des CDU-Bezirksverbandes Cottbus gewählt und trat die Nachfolge des geschäftsführenden Vorsitzenden Kurt Stolle an. Auf dem 9. Parteitag der CDU im Oktober 1958 wurde er in den Hauptvorstand der CDU gewählt. Dölling war ab 1958 Abgeordneter des Bezirkstages Cottbus. Auf dem 13. Parteitag der CDU im Oktober 1972 wurde er zum Mitglied des Zentralen Untersuchungsausschusses der CDU gewählt.
Dölling verstarb plötzlich im Alter von 63 Jahren und wurde auf dem Cottbuser Südfriedhof bestattet.

## Auszeichnungen
- 1959 Vaterländischer Verdienstorden in Bronze, 1969 in Silber und 1982 in Gold
- 1978 Orden Banner der Arbeit Stufe I
- Otto-Nuschke-Ehrenzeichen in Gold